# Restauración (República Dominicana)
Restauración es un municipio de la República Dominicana, que está situado en la provincia de Dajabón.

## Etimología
El municipio debe su nombre a la denominada Guerra de la Restauración de la República Dominicana, la cual se llevó a cabo el 16 de agosto de 1863, que se libró en Capotillo.

## Límites
Municipios limítrofes:
|                                                                 | Norte: Mont-Organisé (Haití), Loma de Cabrera y El Pino |                                     |
| Oeste: Mont-Organisé, Carice y Cerca-la-Source (todas de Haití) |                                                         | Este: El Pino y Villa Los Almácigos |
|                                                                 | Sur: Cerca-la-Source (Haití) y Pedro Santana            |                                     |

## Distritos municipales
Está formado por el distrito municipal de:
|  | Nombre          |  | Código   |
|  | --------------- |  | -------- |
|  | Restauración    |  | 04050401 |
|  | Trinitaria      |  | 04050402 |
|  | Carrizal        |  | 04050403 |
|  | Mariano Cestero |  | 04050404 |
|  | Villa Anacaona  |  | 04050405 |

## Demografía
Según el censo de 2002, el municipio tenía 6.938 residentes urbanos y 8.333 residentes rurales.

## Historia
La fundación de Restauración se remonta al año 1882, cuando los oficiales lilisistas Sotero Blanc, Pablo Reyes y Eusebio Gómez expulsaron el reducto militar haitiano que se encontraba establecido en la zona, e izaron la bandera dominicana, sellando así la recuperación de esta comunidad. Un año después, el general Sotero Blanc sugiere al entonces presidente Ulises Heureaux "Lilís", bautizar el lugar con el nombre de Puesto Cantonal de Restauración.
Desde ese momento se le denominó así al nuevo cantón, jurisdicción en ese entonces de la provincia de Monte Cristi, segunda capital de la nación en aquel momento.
El 23 de junio de 1892, mediante el decreto No.31/92 del presidente Ulises Heureaux Lilís, Restauración es elevado a la categoría de Común Municipio.
Restauración fue el primer municipio de la provincia de Dajabón, creada en el año 1938 a través de la Ley 1521 del 20 de junio de ese año.